# Ulica Północna w Lublinie
Ulica Północna – ulica w Lublinie o łącznej długości 3,7 km. Leży równolegle do lubelskiej Alei Solidarności, po stronie północnej. Ulica jest jednojezdniowa i posiada po jednym pasie w każdą stronę. Składa się z dwóch części nie mających bezpośredniego połączenia. Część wschodnia ciągnie się od skrzyżowania ulic: Kazimierza Jaczewskiego, Bolesława Prusa i Mieczysława Biernackiego do skrzyżowania z ul. Bolesława Ducha. Część zachodnia (do 1991 r. nosząca imię Pawła Findera) od ul. Bolesława Ducha do skrzyżowania z ul. Zdrojową w pobliżu Ogrodu Botanicznego UMCS. Przy ulicy Północnej położone są między innymi: Instytut Medycyny Wsi im. Witolda Chodźki, Komenda Miejska Policji, hotel "Hampton", hotel "Locomotiva", hotel "Royal Botanic" i stacja paliw.
Początek numeracji ulicy: 51.25558N, 22.56366W, koniec: 51.26171N, 22.51781W

## Pochodzenie nazwy
Nazwa ulicy pochodzi od położenia - kiedyś była najbardziej na północ położoną ulicą w mieście.

## Komunikacja miejska
Ulicą kursują następujące linie autobusowe MPK Lublin:
- na odcinku od ul. Ducha do ul. Kosmowskiej: 13, 42
- na odcinku od ul. Kosmowskiej do ul. Prusa: 29
- na odcinku od al. Kompozytorów Polskich do ul. Lipińskiego: 44
- na odcinku od ul. Szeligowskiego do ul. Prusa: 40